# 誰もがそれを知っている
『誰もがそれを知っている』（だれもがそれをしっている、Todos lo saben）は、2018年のスペインのサイコスリラー映画。イラン人映画作家のアスガル・ファルハーディー監督・脚本、ハビエル・バルデムとペネロペ・クルス主演。第71回カンヌ国際映画祭のコンペティション部門でプレミア上映された後、2018年9月14日にスペインで封切られた。

## ストーリー
アルゼンチンで家族と暮らすラウラは、妹アナの結婚式に参加するために、ティーンエージャーの娘イレーネと幼い息子ディエゴを連れて、故郷であるスペインの小さな村に帰ってくる。老父や姉のマリアナ、幼なじみで元恋人のパコらとの再会を喜ぶラウラ。姉のマリアナは一家で小さなホテルを営んでおり、村を出て実業家と結婚したラウラを内心うらやんでいた。
結婚式後のパーティの最中にイレーネが誘拐される事件が起きる。イレーネの身を案じ、警察への通報を控えた家族とパコらは独自に事件解決を図ろうと、知人の元警官ホルヘに相談する。犯人から30万ユーロを要求するメールが届いたが、裕福な実業家と見られていたラウラの夫アレハンドロは破産していた。村に住む親戚から金を奪うために、アレハンドロが仕組んだ狂言誘拐を疑うマリアナの夫フェルナンド。
イレーネの実の父親はパコだと告白するラウラ。元警官のホルヘは犯人が素人で、パコが所有する農場ワイナリーを売ってでも身代金を作ると踏んで事件を起こしたと推理した。イレーネの出生は秘密だったが、実は暇な村人たちは噂話に花を咲かせ、イレーネが若い頃のパコに似ていることは公然の秘密だった。
パコは元々ラウラの実家が営む農場ワイナリーの使用人の息子だった。ラウラの実家は没落し、金が必要で農場ワイナリーをパコに売ったのだ。はた目には元使用人がワイナリーを奪った構図で、そのことは両家の蟠(わだかま)りとなっていた。
身代金を工面するために農場ワイナリーを売ろうとするパコ。イレーネの出生を知ってショックを受けた妻のベアは、娘だという話もラウラの嘘だ。農場ワイナリーを奪い返す計画だと猛反対した。
イレーネ誘拐の犯人は、実はマリアナの娘のロシオと、その夫ガブリエルだった。罪の意識から恐怖に怯え、イレーネを開放しようと夫に訴えるロシオ。ガブリエルは事を急ぐためにパコにメールを送り、金を奪ってイレーネを解放した。全てを失ったパコの元から去ってしまう妻のベア。
娘の様子を見て誘拐犯だと気づくマリアナ。だが、マリアナはラウラの一家が急ぎアルゼンチンに帰国するまで暗い表情で口を閉じていた。ラウラやイレーネを乗せた車が走り去ってから、マリアナは夫のフェルナンドに、そっと事実を打ち明けた。

## キャスト
- ラウラ: ペネロペ・クルス - アルゼンチン在住の女性。
- パコ: ハビエル・バルデム - ラウラの幼なじみで元恋人。ワイナリーの経営者。
- アレハンドロ: リカルド・ダリン（英語版） - ラウラの夫。
- ベア: バルバラ・レニー - パコの妻。
- アナ: インマ・クエスタ - ラウラの妹。
- マリアナ: エルビラ・ミンゲス（英語版） - ラウラの姉。
- フェルナンド: エドゥアルド・フェルナンデス - マリアナの夫。
- アントニオ: ラモン・バレア（英語版） - ラウラの父。
- ロシオ: サラ・サラモ（スペイン語版） - フェルナンドとマリアナの娘。
- イレーネ: カーラ・カンプラ（スペイン語版） - ラウラとアレハンドロの娘。突如失踪する。
- ホアン: ロジェ・カサマジョール（英語版） - アナの婚約者。カタルーニャ人。
- ホルヘ: ホセ・アンヘル・エヒド（英語版） - 元警官。フェルナンドの知人。
- フェリペ: セルヒオ・カステヤノス（スペイン語版） - イレーネのスペインでの男友だち。パコの甥。
- アンドレス: トマス・デル・エスタル（スペイン語版） - パコのワイナリーの共同経営者。
- ガブリエル: パコ・パストル・ゴメス - ロシオの夫。職探しでドイツに。
- ルイス: ハイメ・ロレンテ（英語版） - 若い理容師。
- ジョルディ・ボッシュ（英語版）

## 製作
この映画はフランス、スペイン、イタリアが共同で製作し、Canal+、ユーリマージュ、フランス・テレビジョン、Ciné+、l’ICAA、モビスターなどが出資した。
主要撮影は2017年8月に開始した。

## 公開
ワールド・プレミアは2018年5月8日に第71回カンヌ国際映画祭に行われた。その直後にフォーカス・フィーチャーズが複数の市場での配給権を獲得した。他に2018年9月8日にトロント国際映画祭でも上映された。スペインでは2018年9月14日、アメリカ合衆国では2019年2月8日に封切られた。

## 評価

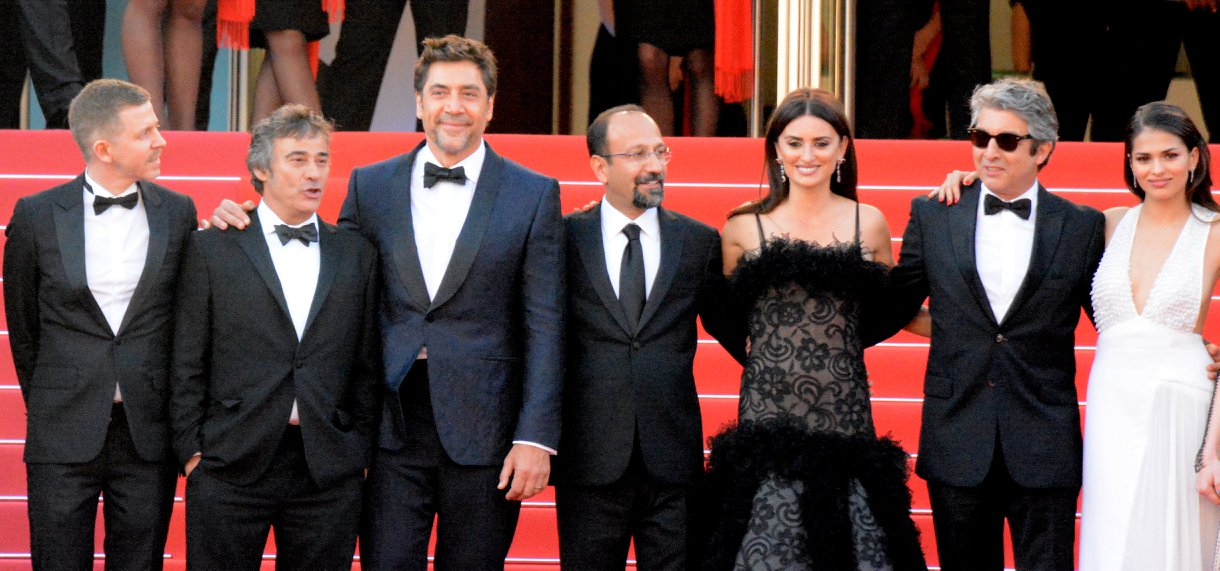
第71回カンヌ国際映画祭でのキャストと監督

レビュー・アグリゲーター・ウェブサイトのRotten Tomatoesによれば、批評家の一致した見解は「『誰もがそれを知っている』は優れたキャストの努力にもかかわらず、各パーツの総和にはやや及ばず、脚本・監督のアスガル・ファルハーディーにとっては残念な一歩となっている。」であり、174件のレビューで支持率は78%、平均点は6.86/10となった。Metacriticでは38件のレビューで加重平均値は68/100となった。